# エステル・モレノ
エステル・モレノ（Esther Moreno、1969年2月20日 - ）は、メキシコの女子プロレスラー。本名・マリア・エステル・モレノ・レオン（Maria Esther Moreno León）。父は元レスラーでアレナ・アステカ・ブドーカンのプロモーターだったアルフォンソ・モレノ。モレノ4姉妹の次女で、上からロッシー、エステル、シンティア、アルダとなる。弟（シンティアとアルダの間）もオリエンタルのリングネームでルチャドールとして活躍している。イホ・デル・ドクトル・ワグナーは甥（ロッシーの息子）。

## 経歴
LLIに入団し、1984年3月18日、ネッサにてエステラ・メリナ&マリア・レイ戦（パートナーはシレニータ）でルチャドーラデビュー。
1986年、設立されたばかりのジャパン女子プロレスに留学生として来日。旗揚げ戦ではこの試合がデビュー戦となった尾崎魔弓とタッグ。ムーンサルトアタックを日本で初めて披露した。
2年間活動した後に帰国し、EMLLに移籍。
1990年、再来日して全日本女子プロレスに定着参戦。この時はラ・ディアボリカを帯同した。マスクウーマン「チキータ・アステカ」にも変身し、チャパリータASARIとも渡り合った。
1991年、妹シンティアを全女に連れ、姉妹タッグでラス・カチョーラス・オリエンタレスを降し全日本タッグを奪取。
その後、負傷による長期欠場を経て、Jd'旗揚げに参加。アルシオンやJWPにも参戦している。帰国後のメキシコではAAAに活躍の場を移した。

## 得意技
- ムーンサルト・プレス
- ラ・ケブラーダ

## タイトル歴
- 全日本タッグ王座（w/シンティア・モレノ）